# Panhard & Levassor P2D

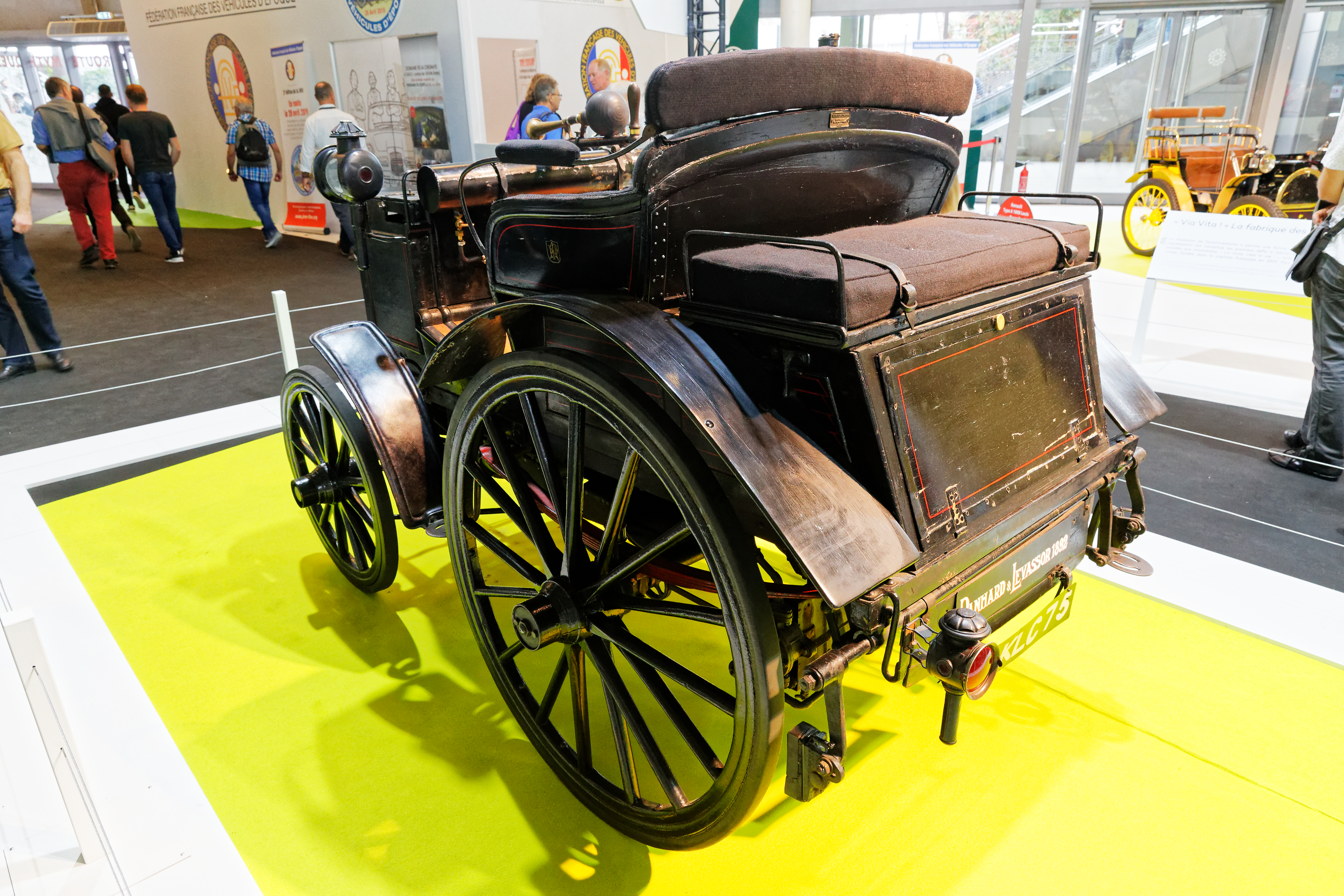
Heckansicht eines Dos-à-dos von 1892

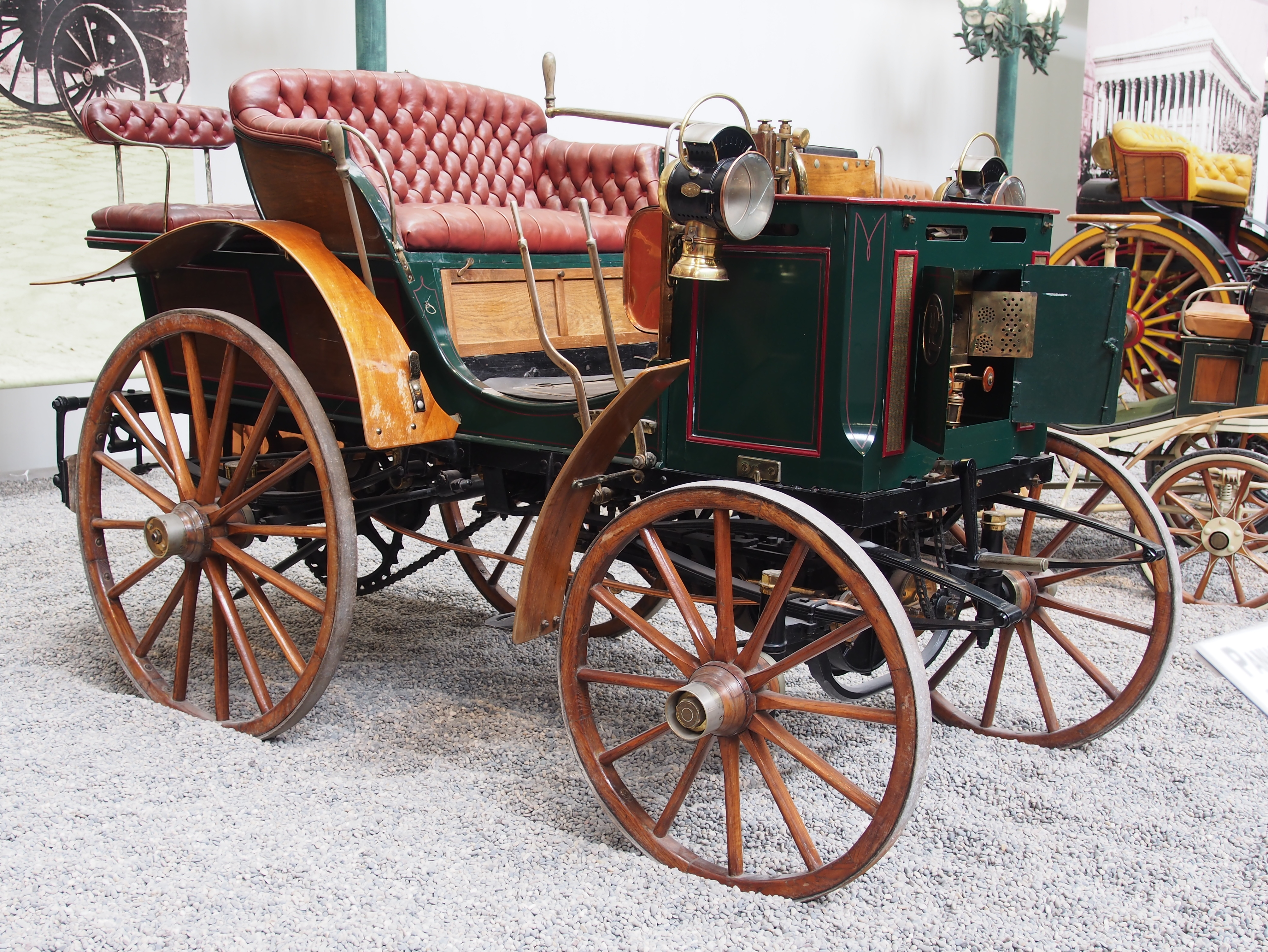
Als Doppelphaeton mit zwei in Fahrtrichtung ausgerichteten Sitzreihen

Der Panhard & Levassor P2D ist das erste Pkw-Modell der Marke. Hersteller war Panhard & Levassor in Frankreich.

## Beschreibung
Die nationale Zulassungsbehörde in Frankreich prüfte erst ab 1899 Kraftfahrzeuge systematisch und stellte Typenbescheinigungen aus. Da dieses Modell bereits 1890 eingeführt wurde, gibt es keine offizielle Typenbezeichnung. Der Modellname leitet sich vom verwendeten Motor ab. Das „P“ zeigt an, dass der Motor nach einer Lizenz von der Daimler-Motoren-Gesellschaft gefertigt wurde. Die „2“ steht für die Anzahl der Zylinder.
Der Motor ist ein V2-Motor. Es gab ihn in vier verschiedenen Größen. Der kleinste hat 70 mm Bohrung, 120 mm Hub, 924 cm³ Hubraum und eine Angabe von 2 CV, wobei unklar bleibt, ob das die Einstufung nach Cheval fiscal oder die Motorleistung in PS war. Die nächstgrößeren Motoren haben 72 mm Bohrung, 126 mm Hub, 1026 cm³ Hubraum und 2,75 CV bzw. 72 mm Bohrung, 146 mm Hub, 1189 cm³ Hubraum und 3,33 CV. Für den größten Motor sind 75 mm Bohrung, 146 mm Hub, 1290 cm³ Hubraum und 3,75 CV angegeben.
Bei den ersten beiden Prototypen war der Motor hinter dem Fahrer eingebaut, also ein Mittelmotor. 1891 wurde der Motor nach vorne verlegt. Bei beiden Varianten trieb er über Ketten die Hinterachse an. Das Modell gilt als das erste mit Standardantrieb, also Motor vorne und Antrieb hinten, und als das erste in Serie gefertigte Auto. 1896 gab es auch eine Ausführung mit Heckmotor.
Der Radstand beträgt 185 cm, allerdings war 1895 außerdem eine verlängerte Ausführung lieferbar. Die Hinterräder sind größer als die Vorderräder.
Verschiedene Karosseriebauformen wurden angeboten. Darunter waren Dos-à-dos und Dog-cart mit rückwärts gerichteten Rücksitzen, Doppelphaeton mit zwei Sitzreihen in Fahrtrichtung, Tonneau, Phaeton als offener Zweisitzer, Wagonette und Break mit Längssitzen bzw. Längsbänken, Vis-à-vis mit gegenüberliegenden Sitzen, Mylord, zweisitziges Coupé mit festem Dach, Tonneau, Petit Omnibus mit vier Sitzen (heute als Kleinbus bezeichnet) und Kastenwagen.
Von der Variante mit dem kleinsten Motor wurde im September 1890 ein Fahrzeug hergestellt und 1892 ein weiteres. Von der Version mit dem nächstgrößeren Motor wurde im Juli 1891 ein Exemplar gefertigt, von Juli bis Dezember 1892 sechs, 1893 fünfunddreißig, 1894 fünfundzwanzig und von Januar bis Oktober 1895 noch zwei, insgesamt neunundsechzig. Die Ausführung mit dem zweitgrößten Motor gab es von Juni 1894 bis April 1896. Von ihr entstanden in den drei einzelnen Jahren 12, 16 und 1 Fahrzeug, gesamt 29. Der größte Motor war der erfolgreichste. Zwischen November 1894 und Juli 1896 wurden in den einzelnen Jahren 4, 56 und 20 Fahrzeuge hergestellt, insgesamt 80. Die Gesamtproduktionszahl dieses Modells beläuft sich auf 180 Fahrzeuge. Davon wurden 17 exportiert.
Das erste Fahrzeug von 1890 hatte die Motornummer 17 und das zweite von 1891 die Motornummer 48. Beide Fahrzeuge sind erhalten geblieben.
Im Juni 1895 erschien der Nachfolger M2E.
Der P2C derselben Epoche hat einen kleineren Motor.

## Rennsport
Das Modell wurde auch bei Autorennen wie Paris–Rouen 1894 eingesetzt.

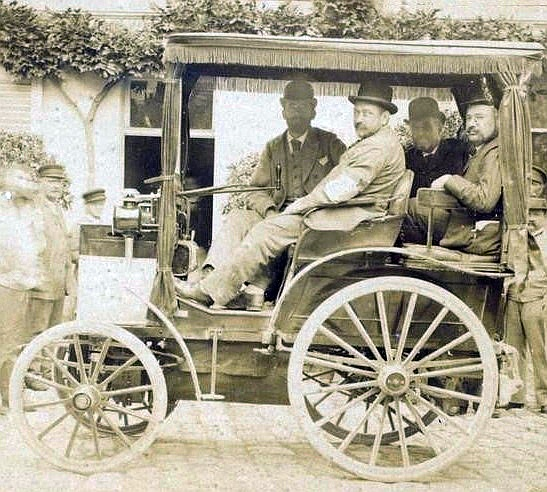
Émile Mayade bei Paris–Rouen 1894
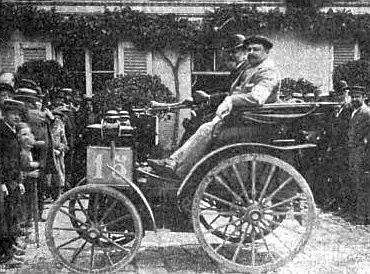
Émile Levassor bei Paris–Rouen 1894